# Ion Ceornega
Ion Ceornega (n. 1877, ținutul Ismail, gubernia Basarabia, Imperiul Rus – d. secolul al XX-lea) a fost un țăran și politician moldovean, membru al Sfatului Țării al Republicii Democratice Moldovenești.

## Sfatul Țării
Ion Ceorneaga a fost unul din membrii Sfatului Țării care a absentat de la votul de Unire a Basarabiei cu România în timpul sesiunii din 27 martie 1918.

## Galerie de imagini

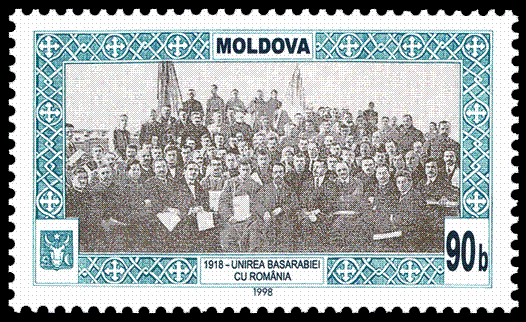
Membrii Sfatului Țării pe un timbru moldovenesc din 1998.